# 僕とお魚と水草の時間〜アクアリウムと暮らす〜
僕とお魚と水草の時間〜アクアリウムと暮らす〜は、BSジャパンで2008年7月11日から放送された、アクアリウムの専門テレビ番組。毎回テーマごとに“アクア マエストロ”からテクニックを学び、アクアリウムを完成させるハウトゥー番組。

## 番組内容
- 第1回 「初めてのアクアリウム」
  - マエストロ：天野尚（場所：ADA＝アクア・デザイン・アマノ）
- 第2回 「女の子の部屋にも似合う初心者向けの水槽」
  - マエストロ：千田義洋（場所：アクアフォレスト）
- 第3回 「気泡がきらめく緑の絨毯」
  - マエストロ：[[]]（場所：ペンギンビレッジ）
- 第4回 「初めての海水水槽」
  - マエストロ：[[]]（場所：パウパウアクアガーデン）
- 第5回 「日本の清流」
  - マエストロ：[[]]（場所：アクア テイク-E）
- 第6回 「季節感溢れる日本の絶景」
  - マエストロ：[[]]（場所：ビーボックスアクアリウム）
- 第7回 「神秘的な海の世界」
  - マエストロ：[[]]（場所：ペンギンビレッジ）
- 第8回 「初めてのアクアテラリウム」
  - マエストロ：[[]]（場所：パウパウアクアガーデン 銀座）

## 放送時間
- 2008年7月11日 〜 10月3日：毎週金曜22:30 -
- 2008年10月26日 〜 2009年1月4日：毎週日曜23:30 -

再放送 2008年8月2日〜 ：毎週土曜18:00 - (再放送しない場合があるので番組表にて確認！)

## 出演者
- 茜ゆりか
- 石川肇（「水中カメラマンがとらえた世界の海」コーナー出演）
- 岩清水 流（ナレーター）

## 制作スタッフ
- 構成：山形遼介
- 編成：名淵朝晴（テレビ東京）
- ディレクター：三浦清和、大谷利彦、白鳥秀明
- 演出：堀だいすけ
- プロデューサー：塩原幸雄（テレビ東京）、恩田真弓（エルクハートプロモーション）